# Little Kaintuck
Little Kaintuck è un cortometraggio muto del 1913 diretto da Robert Thornby.

## Produzione
Il film fu prodotto dalla Vitagraph Company of America.

## Distribuzione
Distribuito dalla General Film Company, il film - un cortometraggio in una bobina - uscì nelle sale cinematografiche statunitensi il 25 novembre 1913. In Danimarca, dove fu presentato l'8 maggio 1914, prese il titolo Den lille Vagabond.